# Паулина Вюртембергская (1810—1856)
Паулина Фридерика Мария Вюртембергская (нем. Pauline Friederike Marie von Württemberg; 25 февраля 1810, Штутгарт — 7 июля 1856, Висбаден) — принцесса Вюртембергская, герцогиня-консорт Нассау.

## Биография
Принцесса Паулина Фридерика Мария родилась в семье принца Павла Вюртембергского (1785—1852) и его супруги Шарлотты Саксен-Гильдбурггаузенской (1787—1847). Её старшая сестра,Фредерика Шарлотта Мария, в 1824 году стала супругой великого князя Михаила Павловича. Детство провела в Париже, куда принц Павел уехал с семьёй после вступления на престол в 1816 году короля Вильгельма I. С детства у Паулины были проблемы со слухом.
Паулина вышла замуж 23 апреля 1829 года в Штутгарте за герцога Вильгельма Нассауского. Её муж был на 18 лет старше принцессы. Первым браком он был женат на принцессе Луизе Саксен-Гильдбурггаузенской, которая приходилась Паулине тёткой по материнской линии. У Вильгельма и Луизы было 8 детей, среди которых Адольф, будущий герцог Люксембурга, и Терезия, будущая герцогиня Ольденбургская. Брак самой Паулины был несчастлив, Вильгельм терроризировал семью и смеялся над проблемами жены со слухом. История её жизни в дальнейшем была опубликована под названием «Meine Leidensgeschichte».
Герцогиня была популярна среди населения благодаря своей благотворительной деятельности. Она основала приют для девочек, который получил название Paulinenstift.
В 1839 году герцог Вильгельм умер, и трон унаследовал пасынок Паулины, герцог Адольф. С 1841 по 1843 годы для Паулины был построен дворец Паулиненшлёссхен в Висбадене, который был разрушен в 1945 году.
Скончалась герцогиня Паулина 7 июля 1856 года.

## Дети
- Дочь (27 апреля 1830 —28 апреля 1830)
- Елена (1831—1880) — с 1853 года супруга князя Георга Виктора Вальдек-Пирмонтского (1831—1893).
- Николай Вильгельм (1832—1905) — генерал-майор; женат с 1868 года морганатическим браком на Наталье Александровне Пушкиной (1836—1913), получившей титул графини Меренберг.
- София (1836—1913) — с 1857 года супруга Оскара II, короля Швеции (1829—1907).